# خاکسترهای آنجلا
خاکسترهای آنجلا یا اجاق سرد آنجلا خودزندگی‌نامه (اتوبیوگرافی) است از فرانک مک‌کورت، نویسنده ایرلندی-آمریکایی که در سال ۱۹۹۶ چاپ شده‌است. رمان شامل زندگی فرانک مک‌کورت در کودکی و اوایل نوجوانی در بروکلین نیویورک و لیمریک (شهری در ایرلند) می‌باشد. داستان شرح زندگی فقیرانه فرانک، پدر دائم‌الخمرش که پولی برای خانواده نمی‌گذارد و تلاش‌های مادرش، آنجلا، برای نجات خانواده است. خاکسترهای آنجلا برنده جایزه پولیتزر در رشته خودزندگی‌نامه یا زندگی‌نامه در سال ۱۹۹۷ شده‌است. فرانک مک‌کورت کتاب تیز (به انگلیسی: 'Tis) در سال ۱۹۹۹ و آقا معلم (به انگلیسی: Teacher Man) را در سال ۲۰۰۵ به عنوان دنباله خاکسترهای آنجلا به چاپ رساند.

## خلاصه داستان
فرانک (فرانسیس)، اولین فرزند خانواده مک‌کورت در روز ۱۹ اکتبر ۱۹۳۰ در بروکلین نیویورک به دنیا می‌آید. برادر کوچکتر فرانک، مالکی در سال ۱۹۳۱، برادرهای دوقلو الیور و یوگین در سال ۱۹۳۲ و خواهر کوچکش، مارگارت در سال ۱۹۳۵ به دنیا آمده‌اند. مارگارت در نیویورک و دوقلوها بعد از مهاجرت به ایرلند از دنیا می‌روند. برادرهای جوان‌تر فرانک، مایکل و الفی در سال‌های ۱۹۳۶ و ۱۹۴۰ در ایرلند به‌دنیا می‌آیند.
مادر فرانک، آنجلا، قبل از ازدواج از ایرلند به آمریکا مهاجرت کرده و مالکی، پدر فرانک را ملاقات می‌کند. مالکی به تازگی از زندانی که به خاطر دزدیدن یک کامیون بوده آزاد شده‌است. آنجلا از مالکی باردار شده و این دو مجبور به ازدواج می‌شوند. مالکی از ازدواجش با آنجلا راضی نیست و سعی به فرار به کالیفرنیا دارد. به خاطر مصرف تمام پولش برای الکل وی قادر به این فرار نیست. سرانجام آنجلا فرانک را و سپس، مالیکی، الیور، یوگین و مارگارت را به دنیا می‌آورد. زندگی این خانواده پرجمعیت به فقر و فلاکت در نیویورک می‌گذرد و دلیل اصلی این فقر مصرف تمام دستمزد شغل‌های جسته گریخته مالکی روی الکل است. جمعه شب‌ها که مردهای خانواده‌های دیگر دستمزد خود را به خانه آورده، مالکی به میخانه رفته و تا پنی آخر دستمزد خود را صرف الکل می‌کند. معمولاً روز بعد به دلیل مستی، مالکی شغل خود را هم از دست می‌دهد. مرگ مارگارت، دختر نوزاد خانواده، در نهایت خانواده مک‌کورت را برای یک زندگی جدید به ایرلند برمی‌گرداند.
زندگی در لیمریک ایرلند نیز دست کمی از زندگی در نیویورک ندارد. خانواده مک‌کورت در محله‌ای فقیر، در کوچه‌ای سنگفرش نشده، و در انتهای یک خانه که به تنها توالت مشترک خانه نزدیک است زندگی می‌کنند. مالکی به دلیل الکلی بودن شغلی نمی‌تواند پیدا کند و اگر هم پیدا کند تمام دستمزدش را صرف الکل می‌کند. غذای خانواده برای سال‌ها چیزی جز نان و چایی برای بزرگ‌ترها و آب‌قند برای بچه‌های شیرخوار نیست. از آنجا که برای زن‌ها شغلی وجود نداشت، آنجلا مجبور به گرفتن اعانه از کلیسا می‌شود تا بتواند خانواده خود را زنده نگهدارد.
مالکی سرانجام به انگلستان می‌رود تا بتواند شغلی در شهرهای جنگ زده (جنگ جهانی دوم) پیدا کند و پولی برای خانواده‌اش بفرستد. نتیجه چیزی جز انتظار در شب‌های جمعه و سرخوردگی برای خانواده مککورت نیست. مالکی طبق معمول دستمزد خود را صرف الکل می‌کند و خانواده مککورت مجبور به سرکردن زندگی با اعانه و در نهایت گدایی آنجلا می‌شود. فرانک علی‌رغم استعدادش و توصیه معلم‌هایش مجبور به ترک تحصیل بعد از دوران ابتدایی می‌شود تا بتواند کار کند و با پس اندازش به آمریکا رفته و خانواده خود را نجات دهد. مدتی به عنوان پستچی (تلگرام رسان) و بعد به عنوان روزنامه فروش کار می‌کند. در کنار روزنامه فروشی برای یکی مشتری‌های یکی از رباخوارهای محله‌اش نامه‌های تهدیدآمیز برای برگرداندن پول قرضی می‌نویسد تا بتواند درآمدی اضافه داشته باشد. سرانجام با ترکیبی از قناعت، پس‌انداز و دزدی، رؤیای فرانک به تحقق می‌پیوندد و با پس‌اندازش موفق به خرید بلیط کشتی برای سفر به آمریکا می‌شود. فرانک در سن ۱۹ سالگی به آمریکا رسیده و آماده شروع زندگی جدیدی می‌شود.

## ترجمه‌ها
این کتاب توسط منیژه شیخ جوادی به‌نام خاکسترهای آنجلا و نشر پیکان ترجمه شده‌است. ترجمه دیگر این کتاب به‌نام اجاق سرد آنجلا توسط گلی امامی و نشر فرزان روز انجام شده‌است.